# Oratorio San Martino

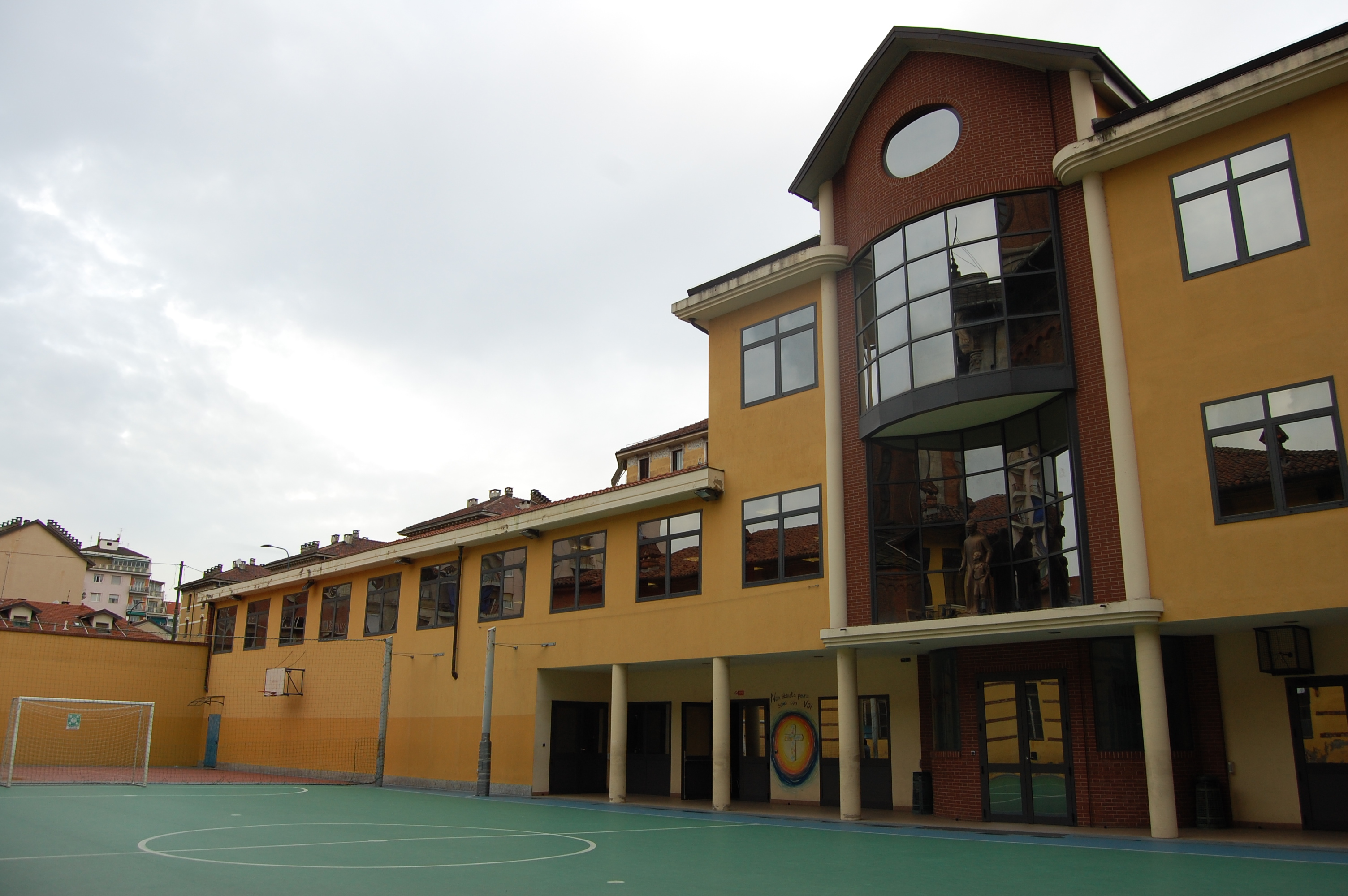
La facciata interna.

L'oratorio San Martino è un centro di aggregazione giovanile collegato con la chiesa della Salute in Torino, nel quartiere Borgata Vittoria. È erede di una lunga storia legata a don Giovanni Cocchi e a san Leonardo Murialdo.

## Storia
A Torino nella zona di Porta Palazzo e lungo la Dora Riparia vi erano i Molini Dora, detti anche Molassi e vicino ai molini sorgeva una cappella intitolata a san Martino (in quella che oggi è piazza Albera). Essa serviva per le esigenze spirituali delle famiglie della zona. Già Don Bosco nel 1845 presso la cappella aveva trasferito per alcuni mesi il suo oratorio san Francesco di Sales prima di portarlo definitivamente a Valdocco. Don Giovanni Cocchi nel 1852 avviò un suo oratorio sempre presso la cappella ed intitolò quindi a san Martino la sua attività. Esso raccoglieva i ragazzi di Borgo Dora, i monelli di Porta Palazzo e gli spazzacamini che scendevano dalle valli a Torino. 
Negli anni successivi la direzione dell'oratorio San Martino passò in varie mani fino ad arrivare a san Leonardo Murialdo.
Nel 1872 l'oratorio si spostò, mantenendone la denominazione, in Lungo Dora Firenze angolo via Aosta per iniziativa di san Leonardo Murialdo; infatti il comune di Torino volle rientrare in possesso dei locali collocati presso la cappella san Martino. Negli anni si ampliò per numero di ragazzi accolti e per locali costruiti.
Infine nel 1928 la sede dell'oratorio fu portata nei locali adiacenti alla chiesa della Salute. Infatti la sede in via Aosta fu venduta per poter pagare almeno in parte i debiti per la costruzione della chiesa stessa. 
Nel 2009 l'edificio dell'oratorio venne ampliato e profondamente ristrutturato a cura dell'architetto Valter Vijno di Torino. L'intervento si è proposto d'inserire elementi di innovazione tecnologica in un sistema architettonico tradizionale. 
Oggi l'oratorio San Martino si presenta come importante centro di aggregazione per tanti ragazzi e giovani.